# 藤崎站 (福岡縣)
藤崎站（日语：／ Fujisaki eki */?）是一個位於日本福岡縣福岡市早良區百道2丁目，屬於福岡市地下鐵機場線的鐵路車站。車站編號是K03。

## 歷史
- 1981年（昭和56年）7月26日 - 開業。

## 車站構造
對向式月台2面2線的地底車站。明治通藤崎交差點附近正下方地下3樓，月台位於地下22公尺，福岡市地下鐵當中最深的車站。

### 月台配置
| 月台 | 路線   | 目的地                         |
| ---- | ------ | ------------------------------ |
| 1    | 機場線 | 天神、博多、福岡機場、貝塚方向 |
| 2    | 機場線 | 姪濱、筑前前原、唐津方向       |

## 利用狀況
2016年（平成28年）度的1日平均上車人次為12,367人。
近年的1日平均上車人次推移如下表。
| 年度               | 1日平均 上車人次 |
| ------------------ | ---------------- |
| 2001年（平成13年） | 11,049           |
| 2002年（平成14年） | 10,599           |
| 2003年（平成15年） | 10,511           |
| 2004年（平成16年） | 10,393           |
| 2005年（平成17年） | 9,680            |
| 2006年（平成18年） | 9,974            |
| 2007年（平成19年） | 10,129           |
| 2008年（平成20年） | 10,385           |
| 2009年（平成21年） | 10,230           |
| 2010年（平成22年） | 10,389           |
| 2011年（平成23年） | 10,742           |
| 2012年（平成24年） | 10,950           |
| 2013年（平成25年） | 11,088           |
| 2014年（平成26年） | 11,100           |
| 2015年（平成27年） | 12,508           |
| 2016年（平成28年） | 12,367           |

## 相鄰車站
福岡市交通局（福岡市地下鐵）
 機場線 
室見（K02）－藤崎（K03）－西新（K04）

## 外部連結
- 福岡市地下鐵 藤崎站 （页面存档备份，存于）（日語）